# Kaplica Świętych Kosmy i Damiana w Mostowlanach
Kaplica pod wezwaniem Świętych Kosmy i Damiana – prawosławna kaplica cmentarna w Mostowlanach. Należy do parafii św. Apostoła Jana Teologa w Mostowlanach, w dekanacie Gródek diecezji białostocko-gdańskiej Polskiego Autokefalicznego Kościoła Prawosławnego.
Kaplicę wzniesiono w końcu XVIII w. Około 1840 r. została przeniesiona na cmentarz prawosławny. Budowla drewniana, o konstrukcji zrębowej, orientowana, salowa, zamknięta prostokątnie. Obiekt bezwieżowy, z dobudowaną w 1840 kruchtą. Dachy blaszane, jednokalenicowe, z krzyżami.
Kaplicę oraz cmentarz wpisano do rejestru zabytków 21 grudnia 1987 pod nr A-384.